# Australoheros charrua
Australoheros charrua är en fiskart som beskrevs av Rícan och Kullander 2008. Australoheros charrua ingår i släktet Australoheros och familjen Cichlidae. Inga underarter finns listade.